# Meghajszolt vad (film)
A Meghajszolt vad (eredeti cím: Native Son) 2019-ben bemutatott amerikai filmdráma, amelyet Suzan-Lori Parks forgatókönyvéből Rashid Johnson rendezett, Richard Wright azonos című regénye alapján. A főbb szerepekben Ashton Sanders, Margaret Qualley, Nick Robinson, KiKi Layne, Bill Camp és Sanaa Lathan látható.
Világpremierje 2019. január 24-én volt a Sundance Filmfesztiválon, az Amerikai Egyesült Államokban 2019. április 6-án mutatta be az HBO Films.

## Cselekmény
Bigger Thomas egy fiatal afroamerikai férfi. Részmunkaidőben biciklis futárként dolgozik Chicagóban, és van elég ideje arra, hogy minden nap meglátogassa barátnőjét, Bessie-t a fodrász üzletében, és a helyi biliárdteremben lógjon. Big magas szárú nadrágot és fehér zoknit visel, fekete körömlakkot és halálgyűrűt, valamint bőrdzsekit hord, amelynek hátuljára graffitiként a „Vagy kiakadok” felirat van festve. Megvan a saját elképzelése az anarchiáról. Big nem hallgat Nast vagy Kanye Westet, inkább a punkzenét és a klasszikus műveket, például Beethovent kedveli.
Egyedülálló anyja, Trudy nem képes három gyermekének jómódú életet biztosítani. Egy este azonban anyja barátja, aki ügyvédként dolgozik, munkaötlettel áll elő a legidősebb számára. Ügyfele, Henry Dalton gazdag, fehér családja új sofőrt keres, egy olyan pozícióba, amely szobával, ellátással és heti 1000 dollárral jár. Big szkeptikus, de elfogadja a munkát. Mrs Dalton ugyanis vak. Daltonéknak van egy lányuk is, aki rendkívül önfejű és nagyjából egyidős vele. Gyakran kénytelen Mary-t fuvarozni a városban, néha állítólagos főiskolai barátokhoz, de valójában partikon kötnek ki, ahol a lány a barátjával, Jannal lóg.
Egy este Mary, Jan, Big és Bessie részt vesznek egy partin, ahol a dolgok eldurvulnak. Bigger véletlen megfojtja a lerészegedett Mary-t, majd a holttestét elégeti. Másnap Biggert két nyomozó hallgatja ki, akiket Mr. Dalton felbérelt, hogy megtalálják eltűnt lányát. Jan azonban kezdetben Mary eltűnésének első számú gyanúsítottja, egészen addig, amíg Mr. Dalton egy másik alkalmazottja meg nem találja Mary egyik ékszerét a kemencében. Mivel a rendőrség elfogatóparancsot ad ki Bigger ellen, ő bujkálni kezd. Négyszemközt találkozik Jannel, aki azt mondja Biggernek, fel kellene adnia magát. Hasonlóképpen, a Biggert rejtegető Bessie szintén könyörög neki, hogy adja fel magát. Bigger végül meggyőzi Bessie-t, inkább szökjön meg vele; elviszi egy elhagyatott épületbe, ahol az éjszakát töltik. 
Másnap reggel Bessie és Bigger összevesznek, és Bigger közvetetten bevallja Mary meggyilkolását. A további veszekedés után Bigger fojtogatni kezdi Bessie-t, de észhez tér és leállítja magát. Bessie félelmében elfut. A rendőrség megérkezik, miután néhány járókelő figyelmeztette őket Bigger hollétéről, akik észrevették, hogy Bigger kinézett az épület ablakán. A rendőrök szembesülnek Biggerrel, aki a kabátzsebébe dugott kézzel hátat fordít. Megfordulva Bigger elkezdi kivenni a kezét a zsebéből. A rendőrök lelövik és meghal, mert tévesen azt hitték, hogy fegyvert szorongat.

## Szereplők
| Szerep        | Színész           | Magyar hang     |
| ------------- | ----------------- | --------------- |
| Bigger Thomas | Ashton Sanders    | Ember Márk      |
| Mary Dalton   | Margaret Qualley  | Csifó Dorina    |
| Jan Erlone    | Nick Robinson     | Czető Roland    |
| Bessie        | KiKi Layne        | Czető Zsanett   |
| Henry Dalton  | Bill Camp         | Hirtling István |
| Trudy Thomas  | Sanaa Lathan      |                 |
| Mr. Green     | Stephen Henderson | Bolla Róbert    |
| Gus           | Lamar Johnson     | Gacsal Ádám     |
| Jack Harding  | Jerod Haynes      |                 |
| Peggy         | Barbara Sukowa    |                 |
| Mrs. Dalton   | Elizabeth Marvel  |                 |
| Marty         | David Alan Grier  |                 |

### Magyar változat
- Magyar szöveg: Petőcz István
- Vágó: Székely Daniella
- Gyártásvezető: Fehér József
- Szinkronrendező: Nikodém Zsigmond

A szinkront a Mafilm Audio Kft. készítette el.

## A film készítése
2017 februárjában bejelentették, hogy a Suzan-Lori Parks által írt forgatókönyv alapján Rashid Johnson rendezi a filmet.
Johnson először tizenéves korában olvasta a regényt, amelyet édesanyja ajándékozott neki. A produkciós csapat engedélyt kapott Richard Wright hagyatékától a film elkészítésére. Parks megtekintette az 1951-es és az 1986-os filmet.
2018 márciusában Ashton Sanders, Nick Robinson, Margaret Qualley, Bill Camp és KiKi Layne is szerepet kapott a filmben. Matthew Perniciaro és Michael Sherman Bow and Arrow Entertainment nevű cégük producerei lettek, míg a forgalmazást az A24 végezte. 2018 áprilisában Sanaa Lathan, Connie Nelson, Lamar Johnson és Jerod Haynes csatlakozott a film szereplőgárdájához.
A forgatás 2018. április 9-én kezdődött az ohiói Clevelandben. A gyártás 2018. május 6-án fejeződött be.
Kyle Dixon & Michael Stein szerezte a filmzenét. A filmzene a Milan Records kiadásában jelent meg.
A Dalton-lakhelyen afroamerikaiak műalkotásai láthatók; Johnson kijelentette, gyakran látott ilyen művészetet fehér liberálisok lakásaiban.

## Bemutató
Világpremierje a Sundance Filmfesztiválon volt 2019. január 24-én, Ezt megelőzően az HBO Films megszerezte a film amerikai forgalmazási jogait. 2019. április 6-án jelent meg.